# Джеймс Кардіган

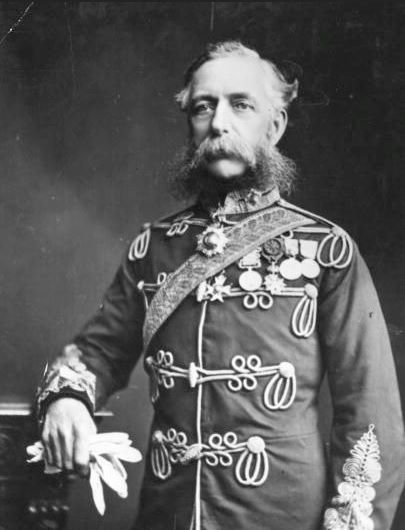
Джеймс Томас Браднелл, 7-й граф Кардіган

Джеймс Томас Браднелл, 7-й граф Кардіган, або  лорд Кардіган (англ. James Thomas Brudenell, 7th Earl of Cardigan; 16 жовтня 1797 — 28 березня 1868) — генерал Британській армії, кавалер Ордена Лазні та Ордена Почесного легіону, член Палати громад Парламенту Великої Британії.
У червні 1854 р. Кардіган був призначений командиром легкої кавалерійської бригади (The Light Brigade), відправленої в Крим. З нею він в битві при Балаклаві 25 жовтня виконав свою знамениту атаку, блискучу спочатку, що закінчилася розгромом його бригади, яка втратила більше половини людей.
Англійський поет Альфред Теннісон написав про це дуже відомий в англомовних країнах вірш «Атака легкої бригади» (англ. The Charge of the Light Brigade).
Лорду Кардігану приписується винахід в'язаного жакета на ґудзиках і без коміра, який можна піддягати під формений мундир, так званого светра «кардиган».